# Stazione di Villabate-Ficarazzelli
La stazione di Villabate-Ficarazzelli era una stazione ferroviaria posta al Km. 8+237 sulla tratta comune alle linee Palermo-Messina, Palermo-Agrigento, Palermo-Caltanissetta e Palermo-Catania. È stata dismessa nel dicembre 2005.

## Storia
Inizialmente ha il nome di "stazione di Ficarazzelli" e compare già nell'orario delle corse dei convogli della Società Vittorio Emanuele della linea ferroviaria Palermo - Trabia valido dal 25 novembre 1865.
Nel settembre del 1939 muta la denominazione in Villabate - Ficarazzelli.
Dal 1966 in poi si trova in una posizione intermedia tra la stazione di Palermo Brancaccio e la stazione di Bagheria.
Pur essendo vicina al centro abitato di Ficarazzi, è ubicata nel territorio di Villabate, a ridosso della Cittadella Sportiva, in via Stazione Ficarazzelli, una traversa di via Alcide De Gasperi  nelle immediate vicinanze del cavalcavia stradale che passa sopra la ferrovia.

## Descrizione e movimento
Il fabbricato viaggiatori, più piccolo rispetto a quello della vicina stazione di Bagheria, è su due livelli. Ospitava al piano terra la Dirigenza Movimento, la biglietteria, le obliteratrici, una sala d'aspetto con la bacheca degli orari e un ufficio merci. Accanto all'ingresso della biglietteria era presente una buca delle lettere delle Poste. Le originali porte in vetro ed alluminio sono state sostituite negli anni 2000 da portoni in ferro. Il primo piano era usato come alloggio per le famiglie dei ferrovieri  e  presenta, sopra ogni finestra della facciata esterna, delle decorazioni (timpani) a forma di arco, in stile neoclassicista. La stazione era dotata anche di servizi igienici, una fontanella, diversi magazzini e un vasto scalo merci che si estendeva fino al territorio di Ficarazzi e lavorava in particolar modo con gli agrumi provenienti dalle campagne limitrofe della Conca d'Oro. Negli anni precedenti alla dismissione, erano spesso presenti in stazione un automotore FS 214, carri merci Gabs, Ghms e carri aperti di tipo E.
La stazione di Villabate-Ficarazzelli era servita soltanto dai "treni locali" in seguito denominati "treni regionali" e il numero delle fermate giornaliere per il servizio viaggiatori erano calate già alla fine degli anni Ottanta del Novecento per poi aumentare nuovamente fino a 18 nell'orario estivo delle F.S. del 1992 .
A partire dalla seconda metà degli anni Novanta del Novecento venne chiusa la biglietteria e diminuirono anche le fermate per il servizio viaggiatori soprattutto nelle ore pomeridiane.
Negli anni successivi vennero realizzati una pensilina, un sottopasso pedonale e un nuovo impianto di altoparlanti. Il piano terra venne modificato e fu chiuso l'ufficio del Dirigente Movimento.
Nel 2002-03 si effettuarono le ultime fermate per il servizio viaggiatori e la stazione divenne impresenziata.

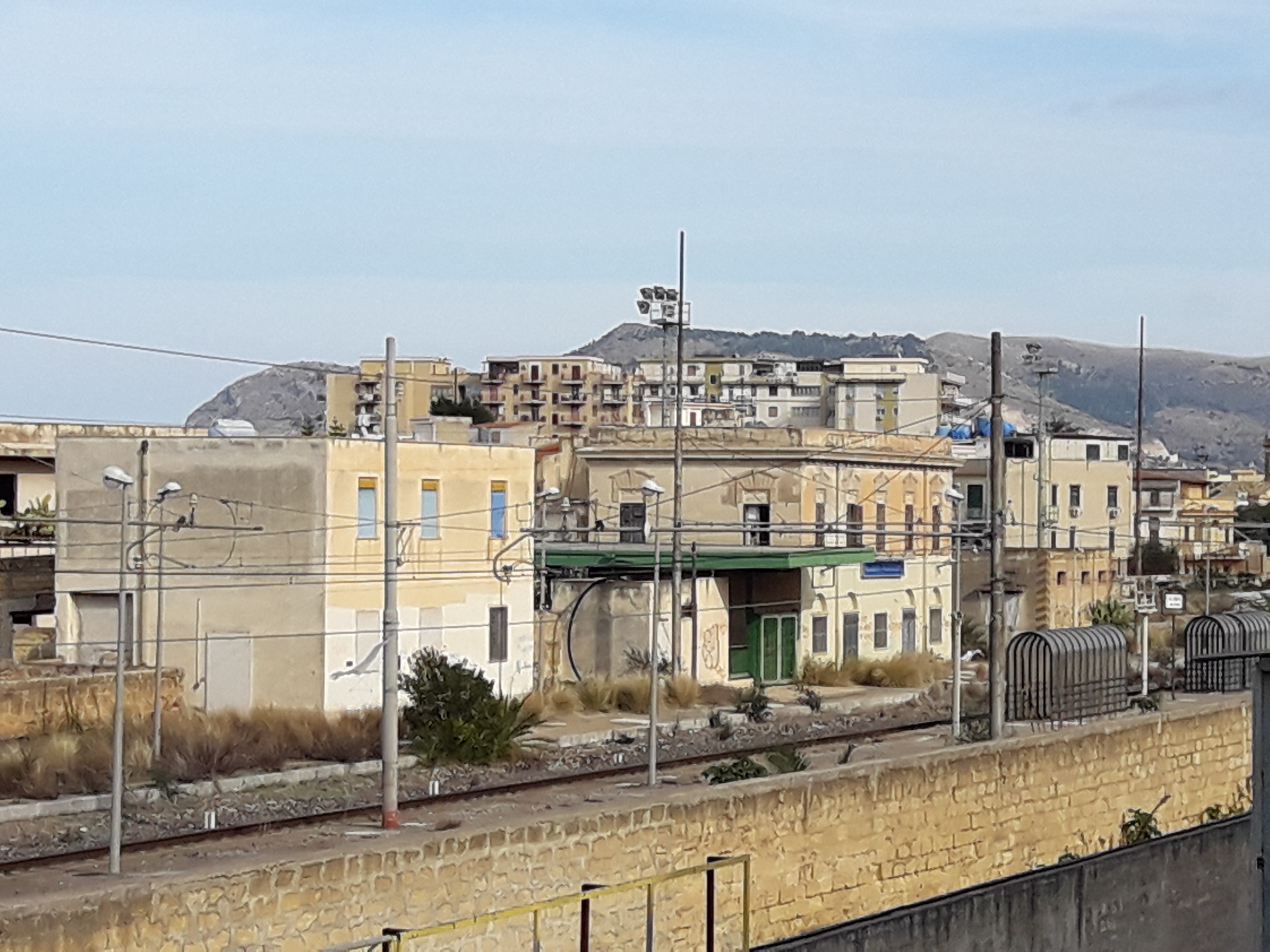
Ex stazione ferroviaria di Villabate - Ficarazzelli nel gennaio 2018

## Chiusura
Nel dicembre 2005 venne definitivamente soppressa.
Nel dicembre 2009, a 1 km circa di distanza in direzione Bagheria, venne inaugurata la nuova fermata di Ficarazzi.
Oggi la ex stazione di Villabate-Ficarazzelli si trova quindi tra la stazione di Roccella e la stazione di Ficarazzi.

## Servizi
La stazione, negli anni prima della dismissione era dotata dei seguenti servizi:
- Biglietteria a sportello (fino al 1996 circa)
- Sala d'attesa
- Servizi igienici